# Krivi Rog
Krivi Rog (ukrajinsko Кривий Ріг, latinizirano: Kryvyj Rig, rusko Кривой Рог, latinizirano: Krivoj Rog) je mesto v osrednji Ukrajini in po velikosti osmo največje mesto v državi, hkrati pa tudi največje ukrajinsko mesto, ki ni sedež lastne oblasti, upravno namreč spada pod Dnepropetrovsko oblast. Krivi Rog velja za najdaljše mesto v Evropi.

## Zgodovina
»Krivi rog« iz imena mesta je heraldično izpričan tudi v mestnem grbu. Po legendi naj bi mesto ustanovil zaporoški kozak po imenu Rig. Prvo naselje je nastalo leta 1775, na sotočju rek Saksagan in Ingulec, okoli tamkajšnje vojaške utrdbe, hitro pa se je razvilo zaradi odkritja bogatih najdišč železove rude. Status mesta je Krivi Rog dobil po oktobrski revoluciji, leta 1919. Med rusko državljansko vojno je bilo mesto z okolico oporišče anarhističnega revolucionarja Nestorja Mahna.

### Industrializacija
Industrijska rast v mestu se je začela že leta 1880, v obdobju stalinove oblasti pa je bil leta 1934 zgrajen Krivorižstal (ukrajinsko Криворіжсталь), danes ArcelorMittal Kryvyi Rih (ukrajinsko АрселорМіттал Кривий Ріг), največji integrirani metalurški kompleks v Sovjetski zvezi, ki je še vedno največja železarna v Ukrajini.

### Druga svetovna vojna in povojno obdobje
Med drugo svetovno vojno je bilo mesto pod nacistično okupacijo od 15. avgusta 1941 do 22. februarja 1944. Med umikom ga je deloma uničila Rdeča armada. Do zaključka  povojne obnove so ljudje živeli v ruševinah. Pomanjkanje bivalnih objektov je privedlo do tega, da so sprva gradili zgolj začasne objekte in barake iz dostopnih ter cenenih materialov.

### Ruska invazija 2022
Med rusko invazijo na Ukrajino leta 2022 je bil Krivi Rog večkrat napaden. Mesto je kot eno izmed glavnih industrijskih središč Ukrajine predstavljal pomembno tarčo. Februarja v začetku invazije je ruska vojska s padalci neuspešno poskusila zavzeti opuščeno letališče na obrobju mesta. Po tem je proti mestu krenila kolona 300 vojaških vozil, ki je bila uspešno ustavljena. V marcu so bili ustavljeni še drugi poskusi napada. Mesto je pogosto tarča raketnih napadov, med drugim tudi s kasetnimi bombami.

## Krivi Rog danes
Mesto se razteza na površini 130 km2 in se nahaja ob obsežnih najdiščih mineralnih rudnin. Nahaja se v stepi, s skromnimi reliefi in je obdano s polji sončnic in pšenice. Iz središča mesta proti vzhodu, se na območju ob majhnem jezeru nahajajo skladi ledeniških balvanov. Iz tega razloga to območje ni bilo nikoli poseljeno in obsega zelo redko naravno stepsko vegetacijo. Zaradi opuščenih rudnikov in odprtih kopov ter onesnaženja, ki ga povzročajo procesi raznosa mineralnih delcev, je prisotna vedno večja zaskrbljenost o posledicah degradacije okolja in negativnih vplivov na zdravje in življenje prebivalcev. 
Mesto sestavljajo široke aleje, ki jih obdajajo pločniki ter drevoredi lip in kostanjev. Tramvajske proge potekajo po glavnih mestnih cestnih povezavah. Veliko prebivalcev živi v 5 do 9 nadstropnih stavbah, z velikimi notranjimi dvorišči, na katerih nasadi dreves dajejo vtis obsežnih parkov.

## Znane osebnosti
- Volodimir Zelenski - današnji predsednik Ukrajine se je rodil in živel v Krivem Rogu
- Olena Zelenska - žena Volodimirja Zelenskega, prva dama